# Les Roués innocents
Les Roués innocents est un roman de Théophile Gautier paru en feuilleton dans La Presse du 19 au 30 mai 1846, puis en volume chez Desessart en 1847.

## Résumé
Henri Dalberg et Calixte s'aiment depuis l'enfance. Mais, Dalberg s'est laissé entraîner dans le monde des plaisirs : une courtisane, Amine, par jalousie, et un "ami", Rudolph, par pure méchanceté, vont tenter de faire échouer son mariage. Grâce au dévouement de Florence, une amie, la machination échoue et le jeune couple peut se marier.

## Éditions
- 1846 Les Roués innocents, feuilleton dans La Presse
- 1847 Les Roués innocents, éditeur Desessart
- 1853 Les Roués innocents, Librairie nouvelle
- 1862 Les Roués innocents, éditeur Hachette
- 1888 Les Roués innocents, éditeur Charpentier